# Liste der Adelsgeschlechter namens Baer
Baehr, Bähr, Baer oder Bär ist der Name mehrerer Adelsgeschlechter des deutschen Sprachraumes. 
Zu unterscheiden sind davon das niedersächsische Adelsgeschlecht Bar (auch: Baer) und die niedersächsischen und pommerschen Behr, die auch nach Kurland im Baltikum kamen, obwohl Namen und Wappen gewisse Ähnlichkeiten aufweisen. Ebenfalls keine Stammesverwandtschaft besteht zu den preußischen Ursin von Baer (auch: Bär).

## Baehr askanischen Ursprungs
Dieses Geschlecht entstammt einer Verbindung des Albrechts des Bären-Nachfahren und Askanier-Fürsten Viktor II. Friedrich von Anhalt-Bernburg (* 1700; † 1765) mit Friederike Schmidt, Kammerfrau der Fürstin Albertine von Anhalt-Bernburg (* 1712; † 1752). Die gemeinsame Tochter Luise wurde mit ihrer Mutter am 15. Januar 1752 in Wien als „von Baehr“ in den Reichsadelsstand erhoben. Luise von Baehr heiratete den Grafen Otto Heinrich Ludwig zu Solms-Schköna, mit dem sie eine Tochter hatte. Gräfin Luise von Solms-Schköna, geborene von Baehr, adoptierte ihren Schwiegersohn, den königlich preußischen Ingenieurleutnant a. D. Johann Leopold Neumann. Der Sohn des 1793 im ostpreußischen Ragnit urkundlichen Tischlermeisters Johann Christian Neumann wurde am 12. September 1829 in Berlin als „von Baehr“ in den preußischen Adelsstand erhoben.
Das Wappen von 1752 ist geviert und zeigt in Feld 1 und 4 drei (2 : 1) goldene Sterne auf blauem Grund, in Feld 2 und 3 über aufwärtsgezahntem silbernen Schildfuß einen silbernen Balken auf rotem Grund; auf dem Helm ein sitzender schwarzer Bär mit beringtem goldenen Halsband zwischen offenem, beiderseits mit je einem goldenen Stern belegten Fluge.

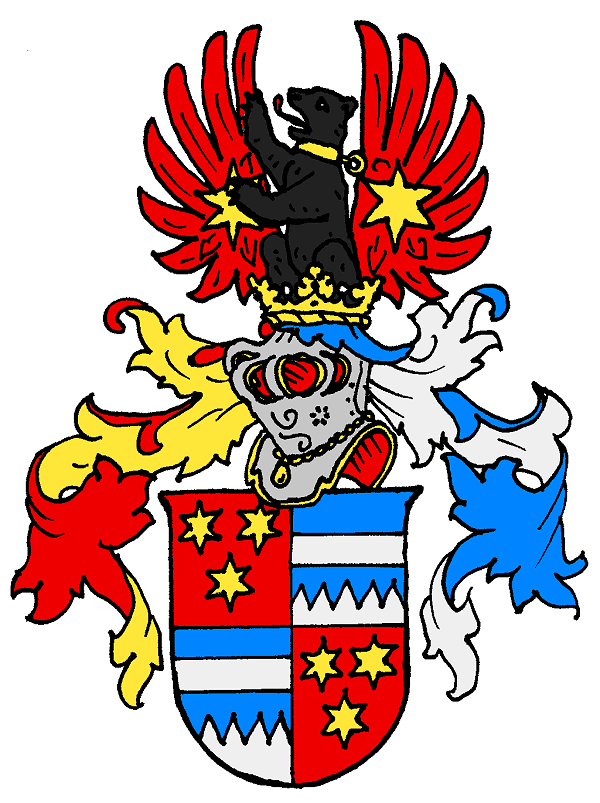
Wappen derer von Baehr (1829)

Das Wappen von 1829 ist farbengewechelt: der Grund des ersten und vierten Feldes ist rot, des zweiten und dritten Feldes blau; auf dem Helm mit rechts rot-goldenen, links blau-silbernen Decken der hockende Bär zwischen offenem, je mit einem goldenen Stern belegten roten Fluge.

## Baehr (Bähr) aus Ostpreußen
Das aus Ostpreußen stammende Adelsgeschlecht von Baehr beginnt seine Stammreihe mit August Jakob von Baehr, dessen Sohn Leopold von Baehr († 1824), Oberamtmann der russischen Domäne Grozisk im Gouvernement Grodno. Im polnischen Raum wurde diesem Geschlecht zeitgleich der Name Niedzwetzki verliehen. Dabei ist anzumerken, dass trotz dieser Namensabweichung die Familie von Baehr nicht Teil des polnischen Adel war. Verwechselungen mit dem Adelsgeschlecht dem baltischen Geschlecht von Baehr (Bähr) müssen daher vermieden werden, insbesondere auch weil die Stammväter beider Geschlechter Jacob (Jakob) als Vornamen bzw. Zweitnamen tragen.

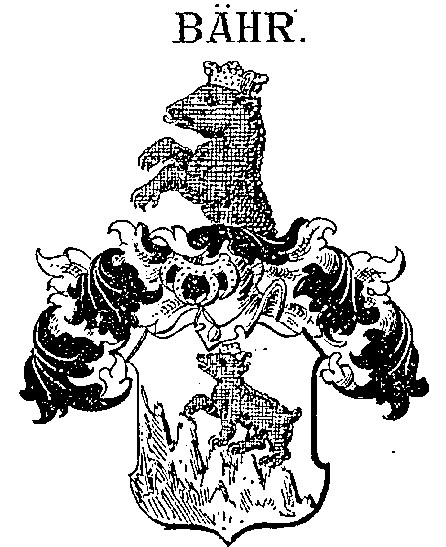
Wappen derer von Bähr (Ostpreußen)

Blasonierung: Auf einem schrägrechts abfallenden, naturfarbenen, zackingen Felsen ein emporklimmender, schwarzer, gekrönter Bär. Auf dem Helm der Bär wachsend. Die Helmdecken sind schwarz-silbern.

## Baehr (Bähr) aus Livland
Der Stammvater des baltischen Geschlechts von Baehr (Bähr) ist Jacob Bähr, um 1650 königlich schwedischer Landrentmeister in Livland. Durch das von seiner Witwe erworbene Rittergut Ramelshof wurde die Familie grundbesitzend. Schwedisches Adels-Renovationsdiplom am 4. Dezember 1771; Immatrikulation bei der livländischen Ritterschaft 8. März 1772 (beides für die Brüder Heinrich Daniel von Bähr, Herr auf Stommen, königlich schwedischer Steuerkommissar, und Jacob Reinhold von Bähr, Herr auf Ramelshof, königlich schwedischer Major).

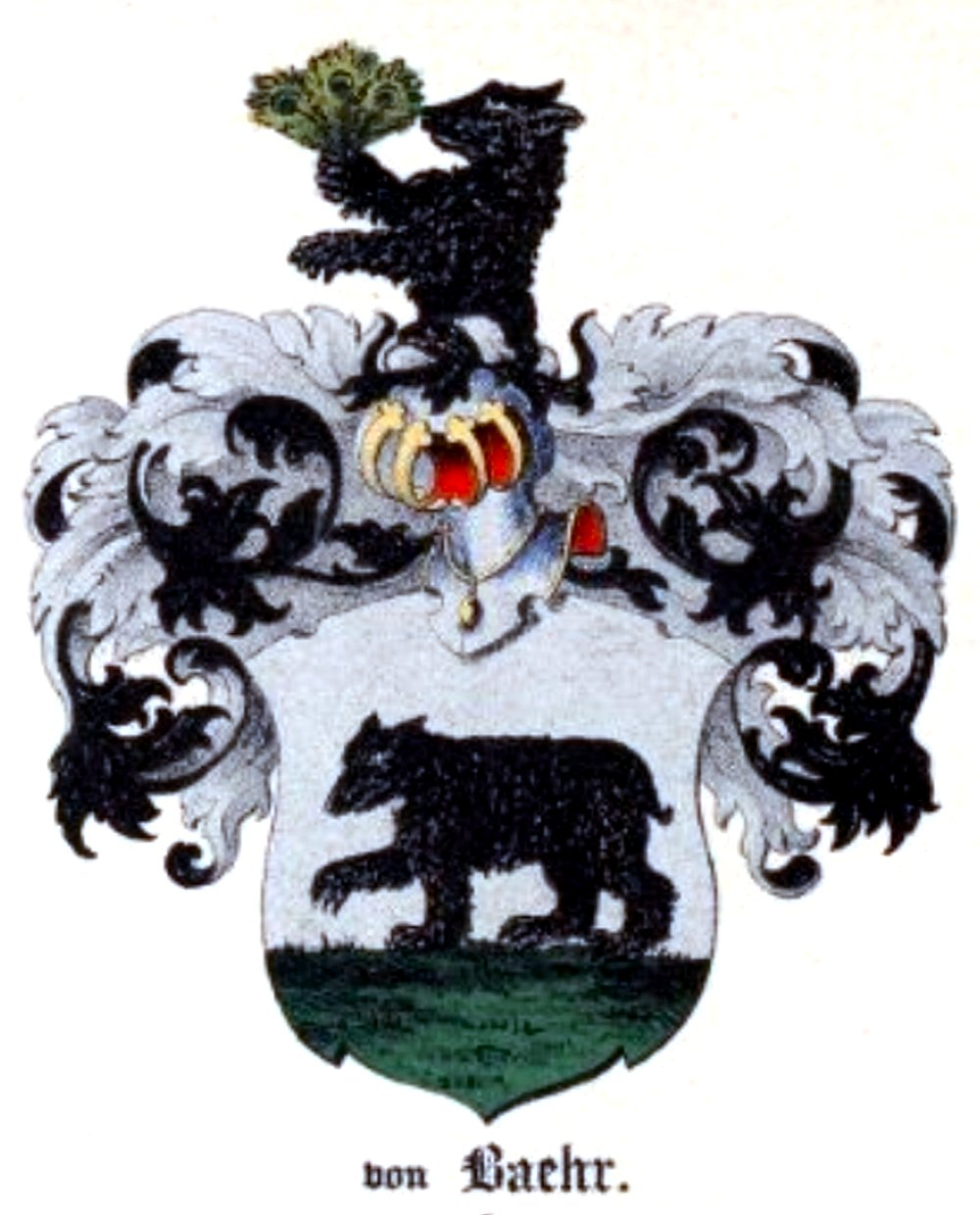
Wappen derer von Baehr (Bähr), Livland

Das Wappen von 1771 zeigt in Silber auf grünem Rasen einen schreitenden schwarzen Bären; auf dem Helm mit schwarz-silbernen Decken der Bär wachsend, einen naturfarbenen Pfauenstutz haltend.

## Baer aus Estland
Der Stammvater des gleichfalls baltischen Geschlechts Baer von Huthorn beginnt mit Heinrich Baer (Baar, Bar), der von 1555 bis 1584 als Bürger und Hausbesitzer in Reval auftritt. Reichsritterstand für Heinrich Baer, Gutsbesitzer in Estland, mit „Edler von Hutthorn“ und Wappenbesserung am 20. November 1749 in Wien. Immatrikulation bei der estländischen Ritterschaft als „Baer Edler von Huthorn“ am 30. Januar 1768 (für dessen Nachkommen), bei der oeselschen Ritterschaft 1884/85 für Alexander Baer Edlen von Huthorn, Arrendator auf Carmel-Großenhof, bzw. am 14. Januar 1902 für Ernst Baer Edlen von Huthorn, Arrendator auf Töllist und Sandel.

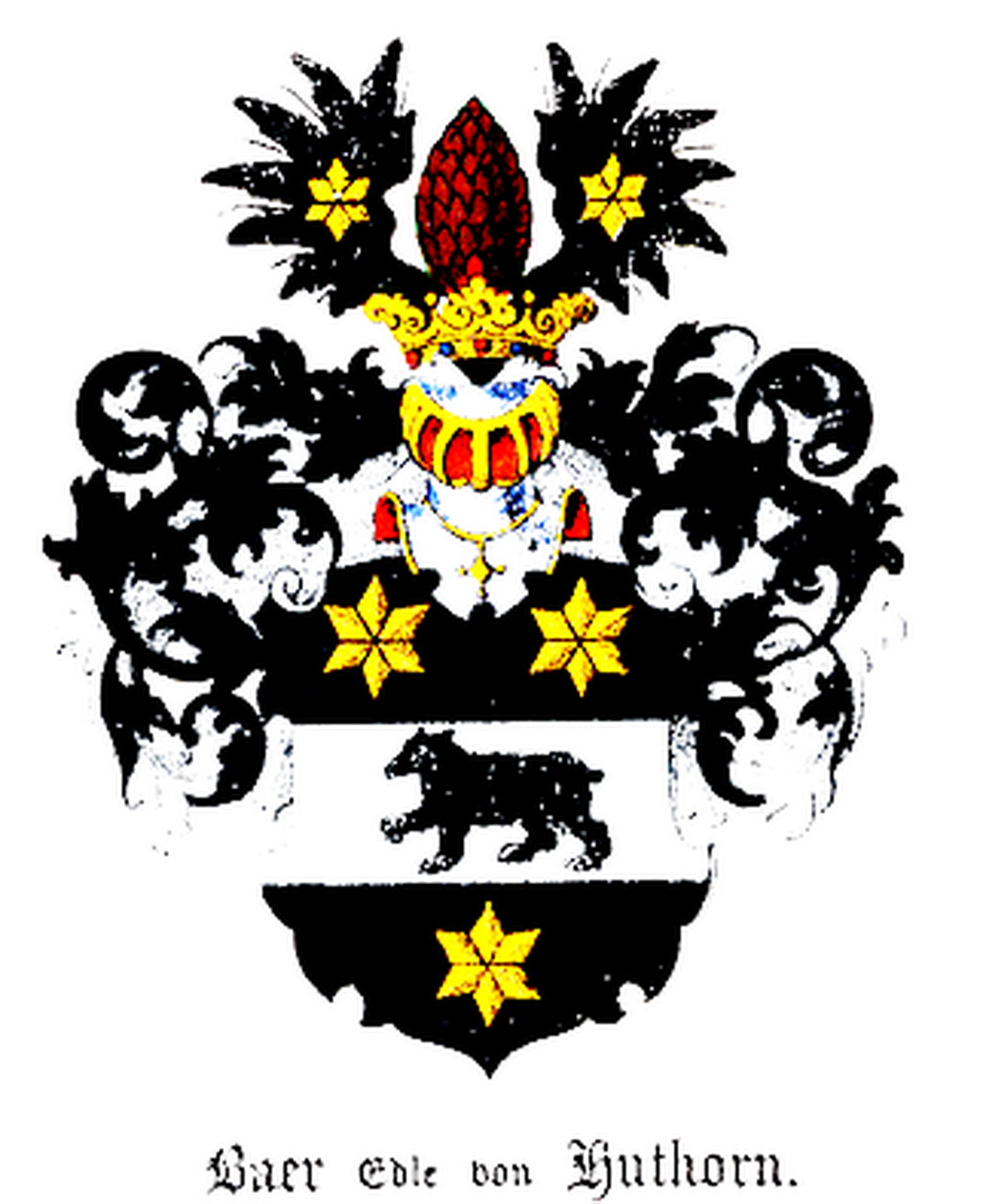
Wappen der Baer Edlen von Huthorn, Estland

Das Wappen von 1768 zeigt einen mit einem schwarzen Bären belegten silbernen Balken auf schwarzem Grund, begleitet von drei (2 : 1) fünfstrahligen goldenen Sternen; auf dem Helm mit schwarz-silbernen Decken ein naturfarbener Tannenzapfen zwischen offenem schwarzen, mit je einem Stern wie im Schild belegten Fluge.

## Baer aus Nassau
Der Name des altnassauische Geschlechts von Baer erscheint 1398 mit Bernhenne (Henne Ber[n]) in Schönbach bei Herborn urkundlich. Nach seinem Herkunftsort tritt es auch unter dem Namen von Schonbach bzw. Schönbach allein oder in Verbindung mit dem Namen Ber(n) (Behr, Beer, Baer) auf. Seit 1497 ist es in  Herborn nachgewiesen. Die sichere Stammreihe beginnt mit Jacob von Schonbach gen. Behr (Beer), 1535 tot, Bürger und Schöffe zu Herborn. Hofpfalzgräflicher Wappenbrief unter Wappenerneuerung am 25. Juli 1598 in Heidelberg durch den Hofpfalzgrafen Paul Melissus für die Brüder Jacobus, Conradus und Johannes di Schönbach gen. Baeren oder Ursini. Die im Königreich Preußen seit 1737 als adelig auftretenden Linie wurde in der Führung des Adelsprädikats als „v. Baer“ laut königlich preußischem Heroldsamtreskript vom 15. Februar 1897 nicht beanstandet. Gegen Ende des 19. Jahrhunderts lebte in Berlin ein Walther von Bär, der angab, dass seine Familie früher den Namen „Bär von Schönbach“ geführt habe. Dieser Familie ist auch Generalmajor Bern von Baer (* 1911; † 1981) angehörig, der zuletzt beim Heeresführungskommando der Bundeswehr Dienst tat.

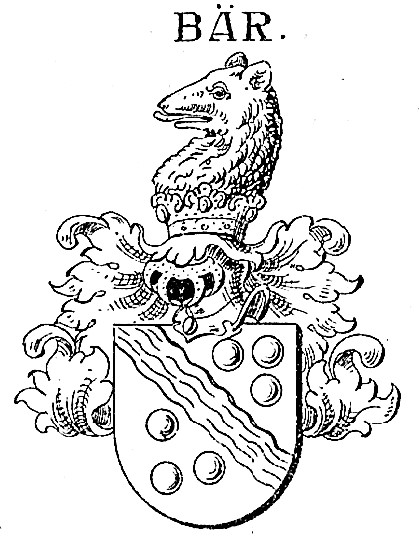
Wappen derer von Bär (Nassau)

Das Wappen von 1598 zeigt einen silbernen Schrägrechtsbach auf rotem Grund, beseitet von je drei (2 : 1 und 1 : 2) runden silbernen Steinen; auf dem gekrönten Helm mit rot-silbernen Decken ein wachsender rot bezungter schwarzer Bär mit goldenem Halsband.

## Bär (Baer) zu Basel
Das Basler Patriziergeschlecht beginnt seine Stammreihe mit dem aus dem elsässischen Saverne stammenden Kaufherren Hans Bär dem Älteren (* vor 1465; † 1502), der sich in Basel niederließ. Zu seinen Söhnen gehören der Humanist Ludwig Bär und der Tuchhändler, Ratsherr und Bannerherr Hans Bär zum goldenen Falken, außerdem die mit dem Unternehmer und späteren Basler Bürgermeister Jakob Meyer zum Hasen verheiratete Magdalena Bär († 1511) und die weitere Tochter Elisabeth Bär († 1558). Sie war seit 1511 mit dem Gewürzhändler und Basler Ratsherrn Hans Lucas „Lux“ Iselin (* 1486; † 1560) verheiratet. Ihr Sohn war Ulrich Iselin (* 1524; † 1564), Professor der Rechte in Basel und verheiratet mit Faustina, einer Tochter des Humanisten Bonifacius Amerbach (* 1495; † 1562).

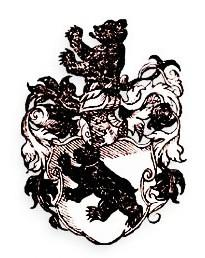
Wappen der Bär zu Basel

Das Wappen von 1502 zeigt einen aufgerichteten schwarzen Bären auf goldenem Grund; auf dem Helm mit schwarz-goldenen Decken der Bär wachsend.

## Baer aus Geldern
Im Herzogtum Geldern existierte ein Adelsgeschlecht von Baer, das seinen Sitz auf dem Kasteel Baer in Bahr bei Zevenaar hatte und zu den Bannerherren (baenrots oder bannerets) der alten Grafschaft Zutphen gehörte. Ursprünglich nannten sie sich van Rheden. 1272 wird zuerst ein Frederic van Baer als Herr dieser Burg genannt. 1380 wurde die Herrlichkeit Baer als geldrisches Lehen erwähnt. Leitnamen der Familie waren Friedrich und Gerhard (Frederik und Gerard). Walrab von Baer heiratete Ende des 14. Jahrhunderts die Erbtochter der Familie von Lathum und übernahm die gleichnamige Herrschaft; die Herren von Lathum waren 1227 erstmals erwähnt worden und wohl eines Stammes mit den von Baer, ebenso wie die Herren von Heerde. Bahr und Lathum waren bis 1471 getrennte Herrschaften, wurden aber in diesem Jahr vereint.
In den Auseinandersetzungen des geldernschen Herzogs Karl von Egmond mit dem späteren Kaiser Maximilian ergriffen die Herren von Baer Partei für den König. 1495 belagerte Johann III. von Egmond die Burg Baer, Karl von Egmond zerstörte sie schließlich. Lamoral von Egmond erwarb die Herrschaft 1557, verkaufte sie jedoch 1562 für 74.000 Gulden an Jacob von Bronckhorst, von denen sie die Herren von Westerholt erbten, die sie 1735 an das Herzogtum Geldern veräußerten. Das Kasteel war seit der Zerstörung nicht mehr aufgebaut worden.

Wappen der Baer aus Geldern